# 多汗症

多汗症患者の手

多汗症（たかんしょう）とは、体温の調節に必要な通常の範囲を超えて、発汗が異常に増加することを指す症状である。手、足、腋の下、顔などに、日常生活に支障を来たす程の発汗過剰を認める疾患である。

## 概要
多汗症は、交感神経が失調し、体温上昇とは関係なくエクリン腺より汗が過剰に放出される疾患である。頭部・手・脇・足裏に多く見られる。緊張や不安、気持ちの持ち方などの精神的な原因による発汗ではなく、身体機能の失調により引き起こされる病的な発汗を指す。
1996年（平成8年）4月より、治療に健康保険が適用されるようになった。しかし、局所性多汗症（後述）の病態や責任部位は依然解明されておらず、疫学調査や病態解析、治療指針の確立を目的として、原発性局所多汗症が2008年（平成20年）に厚生労働省による難治性疾患克服研究事業の研究奨励分野に指定された。
患者は多汗の症状により様々な精神的苦痛を受ける。仕事や勉強に悪影響を及ぼしたり、対人関係に支障をきたすことがあり、本人のQOL（クオリティ・オブ・ライフ）を著しく低下させる。しかしながら、多汗症の社会的認知は現在でもあまり進んでいるとは言えず、本人が病気と認識していない場合や、他人に理解されずにうつ病になったり、社会的な苦痛を受けたりする患者は多いと推測されている。
治療方法としては、塩化アルミニウム液の塗布、イオントフォレーシス（通電療法）、ボトックス注射、ETS手術（胸腔鏡下胸部交感神経節切除術）などの方法があるが、それぞれ一長一短があり、重症度などによって方法を選択する必要がある。
また、多汗症は内科的疾患の部分症として現れることがあり、これらの疾患には甲状腺機能亢進症（バセドウ病など）、褐色細胞腫、先端肥大症がある。先端肥大症では汗腺の肥大により多汗が生じる。

## 分類
多汗症は、全身的に発生する全身性多汗症と、体の特定の部分で発生する局所性多汗症（限局性多汗症）がある。手、足、腋の下、および股間には汗腺が比較的集中しており、発汗が最も活発な部位の一つである。しかし、体のどんな部分でも発生する可能性がある。
多汗症は、先天性形質であるか、後天性形質であるかによっても分類することができる。前者は原発性多汗症（特発性多汗症）と呼ばれ、青春期の間やその前に発症する。常染色体優位な遺伝形質として遺伝すると推測されている。原発性多汗症は、人生のいつの時点でも発症する可能性のある二次性の続発性多汗症と区別されなければならない。続発性多汗症は、甲状腺または下垂体の疾患、真性糖尿病、腫瘍、痛風、更年期、特定の薬物、もしくは水銀中毒などが原因となって発生すると考えられている。
多汗症は、掌蹠多汗症（主に手掌または足蹠での症候性発汗）、味覚性多汗症、もしくは全身性多汗症に分類することもできる。
あるいは、多汗症は症状の発生する皮膚の面積と推測される原因によって分類することもできる。この方法では、100cm2以上（全身性発汗まで）の皮膚で発生する多汗症と、それ以下の面積でのみ発生する多汗症が区別される。

## 局所性多汗症

### 掌蹠多汗症
手のひらや足底の汗腺から多量に発汗する。それぞれ手掌多汗症（しゅしょうたかんしょう）、足蹠多汗症（そくせきたかんしょう）と呼ばれる。軽症例では、物を持つ時に一時的に発汗が増加する程度だが、重症例では、滴となってしたたり落ちるほどの多量の発汗がみられる。
発症は、幼少期ないし思春期の頃である。睡眠中は発汗が停止しているが、覚醒時には著しく発汗が増加する。また、寒い時期で体感温度が低い時は発汗が少なく、蒸し暑い時期で体感温度が高くなると発汗量が増加する。
過剰な発汗は、書類を濡らしてしまったり、電気機器を破損する原因となることがある。また、握手時に相手に不快感を与えることなどにより、多大な社会的苦痛を感じる場合が多い。

#### 手掌多汗症の重症度
手掌多汗症は、発汗の程度により3段階のレベルに分けられる。数字が大きいほど症状がひどいことを表す。
| レベル | 発汗の程度 |
| ------ | --- |
| 1      | 湿っている程度。見た目には分かりにくいが、触ると汗ばんでいることが分かる。水滴ができるほどではないが、汗がキラキラと光って見える。 |
| 2      | 水滴ができているのが見た目にもはっきりと分かる。常に濡れている状態だが、汗が流れ落ちるところまではいかない。                       |
| 3      | 水滴ができて、汗がしたたり落ちる。汗溜まりができる。                                                                               |

また、単位面積の単位時間当たりの発汗量測定により重症度を診断することも行われている。皮膚科学会の診療ガイドライン（2010年）では、2mg/cm2/分以上の発汗がある場合を重症、それ未満の場合を軽症と分類している。

### 腋窩多汗症
脇から緊張や不安などで滴が滴り落ちるほどの発汗をする症状である。手術や薬などで治る場合もある。この部位の場合、臭いのもとを多く含む汗が出される場合もあるため、自分の体臭を気にする人が多い。

### 頭部の多汗症
頭部も、体温上昇で発汗したり交感神経の刺激で多量に発汗する。手や脇のように隠すことができない。そのため、人と話していたり視線を感じてダラダラと汗が流れてしまうことで、多汗症体質と見抜かれやすい。

### 上半身の片側発汗
多汗症とされてはいないが、交感神経の損傷によって、上半身(主に顔、首)が顕著な非対称性をもって紅潮、発汗する状態を、ハーレクイン症候群と呼ぶ。

## 有病率
米国における推定有病率は2.8%であり、性別には関係がないという調査結果が出されている。厚生労働省の研究班による調査によると、有病率はその約2倍と推定されている。原発性多汗症の有病率は、手の多汗症で5.3%、足で2.7%、脇で5.7%であった。「常に耐え難い苦痛を感じる」という重症者は0.64%で約80万人、手術以外の治療法では効果がない難治性の患者は約4.5万人いると推定されている。

## 原因遺伝子の推測
以前より、家系調査により常染色体優性遺伝の可能性が報告されていたが、原因遺伝子は同定されていなかった。2006年、佐賀大学の研究チームが原発性手掌多汗症の患者からDNAを抽出して全ゲノム解析を行い、14番目の染色体のD14S1003～D14S283の間に疾患遺伝子があると予測する解析結果を世界で初めて発表した。

## 治療
症状の部位、程度に応じて治療方法や対策を選択する必要がある。
- 塩化アルミニウム液の外用。院内製剤での処方、スーパーカント（ポリ塩化アルミニウムカプセラ水）など市販のローション。
- イオントフォレシス。手のひらや足の裏への通電を定期的に行うことで、発汗を止める。
- ボトックス注射（ボツリヌス毒素注射）[11]。
- プロ・バンサイン(プロパンテリン臭化物（英語版）)の服用 - 「多汗症」の適応あり[12]
- ポラキス（オキシブチニン）、ベシケア（コハク酸ソリフェナシン）の服用[12] - いずれも抗コリン薬で、適応外使用（保険適用なし）
- 手足に限るが交感神経ブロックを行うこともある。ただし、副作用として代償性発汗が生じる場合がある。
- 腋の場合、皮膚を切り取ったり削る手術を形成外科で行う方法がある。また最近では、マイクロ波の熱による治療方法（ミラドライ）もある。

（※内科的疾患については各項を参照のこと。）